# 33747 Клінґан
33747 Клінґан (33747 Clingan) — астероїд головного поясу, відкритий 14 серпня 1999 року.
Тіссеранів параметр щодо Юпітера — 3,181.